# The Break-Up
The Break-Up is een Amerikaanse, romantische dramafilm uit 2006 van regisseur Peyton Reed. Hoewel de film als een "romkom" wordt neergezet (door bijvoorbeeld de trailer), bevat de film weinig elementen van een romantische komedie. Met name de gangbare afloop ontbreekt. Hoofdrolspeler Vince Vaughn schreef mee aan het script.

## Verhaal
Aan het begin van de film is te zien hoe Gary Grobowski (Vaughn) en Brooke Meyers (Jennifer Aniston) elkaar voor het eerst ontmoeten tijdens een honkbalwedstrijd. Grobowski stoort zich niet aan de man met wie Meyers daar is en vraagt haar mee uit. Tijdens de openingscredits wordt duidelijk dat dit het begin was van hun relatie, die getuige een serie daaropvolgende foto's sindsdien een prettig verloop kent.
Na de openingscredits wordt duidelijk dat Grobowski en Meyers inmiddels in een fase zijn beland waarin ze zich steeds meer aan elkaar storen. Hij begrijpt niet dat zij zich gewaardeerd wil voelen voor wat ze allemaal voor hun relatie doet. Zij begrijpt niet dat hij zich na zijn werk een tijd wil vermaken met op de bank hangen en computerspelletjes spelen. De bom barst wanneer zij de hele dag in de keuken heeft gestaan om een etentje voor te bereiden en hij 's avonds thuiskomt met drie citroenen, terwijl ze hem vroeg er twaalf mee te nemen. Grobowski ziet het als een te negeren foutje, zij als weer een bewijs dat alles van haar uit moet gaan. Na een felle ruzie, zet Meyers een punt achter hun relatie.
Omdat ze allebei geld gestoken hebben in het appartement, weigeren ze er allebei te vertrekken. Daarop verdelen ze de woning in twee helften en spreken af dat ieder op zijn/haar helft mag doen wat hij/zij wil. Dit mondt uit in een schijnbare wedstrijd 'treiter je ex het huis uit'. Meyers probeert echter op allerlei manieren aan Gary duidelijk te maken dat hij moet veranderen en ze probeert hem jaloers te maken. Ze wil hiermee Grobowski terug, alleen niet in het oude patroon. Ze wint steeds advies in bij haar zus Addy (Joey Lauren Adams) over hoe ze dit aan moet pakken, maar volgt haar raad niet altijd even gelukkig op.
Als Grobowski, in een allerlaatste poging van Meyers om de relatie te redden, niet komt opdagen op een concert van een van zijn favoriete bands - The Old 97's - betekent dit het definitieve einde van de relatie. Als Grobowski thuiskomt, treft hij een huilende Brooke aan. Dat in combinatie met een eerlijke beschouwing van zijn normaal altijd chauvinistisch reagerende vriend Johnny O (Jon Favreau) maakt dat hij inziet dat hij moet veranderen. Hij is namelijk uitermate prettig gezelschap, maar doet nooit iets waar hij zelf geen zin in heeft. Dat maakt Meyers reddingspogingen kansloos, zolang hij niet inziet dat twee mensen moeite in een relatie moeten steken.
De volgende dag zorgt Grobowski dat het huis is opgeruimd en maakt hij een diner klaar. Hij probeert Meyers duidelijk te maken dat hij inziet dat hij fout is geweest en geeft zich voor het eerst bloot. Brooke vertelt hem dat het te laat is. Het appartement wordt verkocht en ze gaan allebei hun eigen weg. Grobowski gaat verder met het ontwikkelen van zijn organisatie voor rondleidingen in de stad, Meyers gaat op reis in het buitenland.
In de laatste scène van de film is te zien hoe Brooke en Gary elkaar op een gegeven moment weer ontmoeten bij een winkel. Ze vinden het leuk elkaar na een tijd weer eens te zien en spreken af binnenkort samen iets te gaan doen.

## Rolverdeling
- Vince Vaughn - Gary Grobowski
- Jennifer Aniston - Brooke Meyers
- Joey Lauren Adams - Addie
- Cole Hauser - Lupus Grobowski
- Jon Favreau - Johnny O
- Jason Bateman - Riggleman
- Judy Davis - Marilyn Dean
- Justin Long - Christopher
- Ivan Sergei - Carson Wigham
- John Michael Higgins - Richard Meyers

## Trivia
- Er zijn twee eindes van de film gefilmd, maar allebei deden ze het niet goed voor een testpubliek. In het einde dat de bioscoop niet haalde, kwamen Grobowski en Meyers weer bij elkaar.